# Arthur Millspaugh

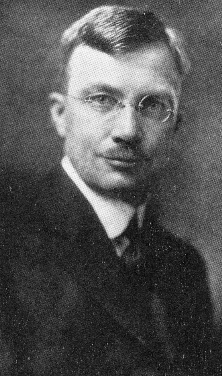
Arthur Millspaugh

Arthur Chester Millspaugh (* 1. März 1883 in Augusta, Michigan; † 24. September 1955 in Kalamazoo, Michigan) war ein US-amerikanischer Politikwissenschaftler und Berater der Außenhandelsabteilung des US-Außenministeriums. Er trat in die Dienste des Ministeriums, um im Rahmen zweier Auslandseinsätze, einmal von 1923 bis 1927 und dann von 1942 bis 1945, das öffentliche Finanzwesen Irans zu reorganisieren.

## Leben
Arthur Millspaugh besuchte das Albion College und studierte an der University of Illinois sowie der Johns Hopkins University. Nachdem er zwei Jahre lang als Professor für politische Wissenschaften gearbeitet hatte, wechselte er in die Dienste des Außenministeriums und wurde drei Jahre später Mitarbeiter der Außenhandelsabteilung.
Auf Anfrage der iranischen Regierung, die dringend einen versierten Steuerfachmann benötigte, wurde Millspaugh mit diesem Auftrag betraut. Er und seine Mitarbeiter erreichten im November 1922 Teheran. Dort fand er nur leere Kassen und ein sich in Auflösung befindendes Finanzministerium vor. Mithilfe der iranischen Regierung und des Militärs gelang es ihm in kurzer Zeit, das iranische Finanzwesen zu restrukturieren. Ein Haushalt wurde erstellt, Steuern wurden wieder systematisch erhoben und die Steuerhinterziehung eingeschränkt.
Die einzigen Steuern, die vor der Ankunft von Millspaugh im Iran erhoben worden waren, betrafen die Erzeuger landwirtschaftlicher Produkte, also Bauern und Schafzüchter. Ladenbesitzer und Handwerker zahlten einen Pauschalbetrag, der von ihren Kammern und Zünften eingezogen und an die Regierung weitergeleitet wurde. Darüber hinaus bezog der Staat geringe Einnahmen aus Pachtverträgen mit Nomaden für die Nutzung staatlichen Landbesitzes. Millspaugh führte nach westlichem Vorbild ein im Iran bis dato unbekanntes System von Steuern und Abgaben ein, die sich wie die Grundsteuer, die Grunderwerbsteuer und die Erbschaftssteuer zunächst auf den Immobilienbesitz bezogen. Zusätzlich wurden für die Ausgabe offizieller Dokumente und staatlicher Bescheinigungen Gebühren und Abgaben verlangt. Steuerbefreiungen, die teilweise noch aus der Zeit von Naser al-Din Schah stammten, und vor allem den Adel und die Großgrundbesitzer betrafen, wurden aufgehoben. Reiche Scheichs, Gouverneure und Anführer von Nomadenstämmen, die noch nie Steuern an Teheran bezahlt hatten, wurden öffentlich als Steuerflüchtlinge benannt und verfolgt. Millspaugh führte nicht nur Steuern ein, er setzte auch deren Beitreibung durch, in dem er zuverlässige Steuerbeamte ausbildete, die auch nach dem Ende seiner Tätigkeit das von Millspaugh reformierte Steuer- und Abgabensystem weiterführten.
Mit Unterstützung Millspaughs gelang es dem Iran erstmals, die Abhängigkeit seiner Wirtschaft von Auslandskrediten zu beenden. Bereits zu Beginn des 20. Jahrhunderts suchten die iranischen Politiker, sich mithilfe der USA von der Dominanz der britischen und russischen Einflussnahme zu befreien und den Iran zu einem ökonomisch erfolgreichen Land zu entwickeln. Bis zum Beginn des Kalten Krieges gelang es Millspaugh dennoch nicht, die Politik des US-Außenministeriums wesentlich zugunsten des Iran zu beeinflussen.
Als Leiter der iranischen Finanzverwaltung vermochte Millspaugh einen ausgeglichenen Haushalt durchzusetzen und den politischen Einfluss der USA auf die iranische Regierung zu erhöhen. Seine größte Leistung bestand jedoch darin die iranischen Haushaltsdefizite systematisch abgebaut und dadurch den finanziellen Handlungsspielraum der iranischen Regierung erhöht zu haben. Millspaugh gelang es auch eine Reihe von Reformen durchzusetzen. Unter anderem war er an der Verabschiedung eines neuen Steuergesetzes beteiligt, das zwar die ärmeren Schichten erheblich belastete, aber die Finanzierung der Trans-Iranischen Eisenbahn, eines der größten Industrievorhaben des Landes, das 1927 unter Reza Schah begonnen wurde, sicherstellte.
Die insgesamt erfolgreiche Arbeit Millspaughs wurde durch interne politische Rivalitäten und einem weit verbreiteten System von Patronage und Bestechung führender iranischer Politiker teilweise wieder zunichtegemacht. Nach vierjähriger Tätigkeit in Teheran kehrte er 1927 in die USA zurück. Millspaugh sah sich in der Nachfolge Morgan Shusters, der auf Einladung des iranischen Parlaments 1907 den Versuch unternommen hatte ein modernes iranische Finanzwesen nach westlichem Muster aufzubauen. Millspaugh veröffentlichte unter dem Titel The American Task in Persia einen Bericht über seine in Teheran gemachten Erfahrungen. In seinem Buch beschreibt Millspaugh die ökonomischen Probleme des Iran, indem er sich vor dem Hintergrund uneingeschränkter Sympathie für Land und Leute kritisch mit der iranischen Bürokratie auseinandersetzte. Millspaughs Buch, das sowohl in außenpolitischen Fachzeitschriften wie im Time-Magazin ausführlich gewürdigt wurde, hatte erheblichen Einfluss auf die Diskussion der US-amerikanischen Außenpolitik gegenüber dem Iran.
1927 kündigte Reza Schah die Zusammenarbeit mit Millspaugh auf und fragte in Deutschland nach einem geeigneten Finanzberater an. Am 16. Februar 1928 verabschiedete das Parlament ein Gesetz über die Anstellung weiterer Finanzberater. Als Nachfolger von Millspaugh wurde Otto Schniewind berufen, der die iranische Regierung beim Aufbau der Nationalbank sowie bei der Ausgabe von Obligationen und der Vergabe von Konzessionen beriet.
Nach dem Ausbruch des Zweiten Weltkriegs, der Abberufung aller deutscher Berater aus dem Iran und dem Einmarsch britischer und sowjetischer Truppen im Rahmen der anglo-sowjetischen Invasion des Iran kam Arthur Millspaugh im Januar 1943 erneut als Finanzberater nach Teheran. Sein wichtigstes finanzpolitisches Vorhaben war die Reform der Einkommensteuer. Da die Parlamentsabgeordneten zum größten Teil reiche Großgrundbesitzer waren, die keine finanziellen Nachteile durch eine Einkommensteuerreform hinnehmen wollten, scheiterte Millspaugh und reichte 1945 seinen Rücktritt ein. Einer der schärfsten wirtschaftspolitischen Kritiker Millspaughs war Abol Hassan Ebtehaj, der Gouverneur der Bank Melli. Ebtehaj, der Millspaughs Mission zunächst begrüßt hatte, überwarf sich mit Millspaugh, weil dieser die Unabhängigkeit der Bank Melli, die in dieser Zeit sowohl als Geschäftsbank wie als Zentralbank des Iran fungierte, in Frage stellte. Ebtehaj vertrat die These, dass eine Zentralbank weitgehend unabhängig von politischen Einflüssen agieren müsse, während Millspaugh das Primat der Politik betonte. Am Ende siegte Ebtehaj, und Millspaugh musste den Iran vorzeitig verlassen. Nachdem Millspaugh aus dem Iran abgereist war, veröffentlichte er nach dem Ende des Krieges 1946 einen weiteren Erfahrungsbericht mit dem Titel Americans in Persia. In seinem zweiten Buch fiel das Urteil über den Iran wesentlich pessimistischer und kritischer aus als dies in seinem ersten Buch der Fall war. In der Sprache eines Arztes beschreibt Millspaugh auf der Grundlage seiner Erfahrungen die Symptome eines kranken Landes, das nicht fähig zu sein scheint, sich selbst zu regieren. Auf Seite 243 seines Buches schreibt Millspaugh:

„Persien kann nicht sich selbst überlassen werden, selbst wenn, politisch gesehen, Russland seine Hände von Persien lässt. … Persien hat es bis heute nicht verstanden, seine Fähigkeit, sich selbst regieren, zweifelsfrei zu belegen.“

Zur „Lösung der persischen Frage“ schlug Millspaugh einen Vertrag zwischen den USA, der Sowjetunion und dem Iran vor, in dem sowohl die nationalen wie internationalen Probleme, die mit dem Iran aus Sicht Millspaughs verbunden waren, geregelt werden sollten. Millspaugh schlug vor, dass in dem Vertrag festgelegt werden sollte, dass die Sowjetunion darauf verzichtet, weder die Gründung eines autonomen aserbaidschanischen Staates noch eines kurdischen Staates zu unterstützen, dass die Ölförderung im Iran durch internationale Gesellschaften unter weitestgehend möglicher Beteiligung des Iran vorgenommen werden sollte, und dass die bestehende Konzession der Anglo-Iranian Oil Company (AIOC) und die den Sowjets zugestandene Fischereikonzession im Kaspischen Meer statt von britischen und sowjetischen Monopolen von internationalen Gesellschaften ausgeübt werden sollte. Im Gegenzug sollte der Sowjetunion freier Warentransit zum persischen Golf und ein eigener Freihafen am persischen Golf zugestanden werden. Um die innere Entwicklung des Iran zu fördern, schlug Millspaugh ein umfangreiches Entwicklungsprogramm vor, das zu einem stabilen Nationalstaat führen, Recht und Ordnung sicherstellen, eine effektive Verwaltung ohne Korruption etablieren, die öffentlichen Finanzen in Ordnung bringen, das Einkommen der Bevölkerung erhöhen, dringende staatliche Dienste in den Bereichen Gesundheit, Bildung und Sozialwesen schaffen und eine demokratische Regierung entwickeln sollte. Nach dem Bruch zwischen den USA und der Sowjetunion und dem Beginn des Kalten Krieges war ein solcher Vertrag illusorisch geworden. Die USA schlossen allerdings im Rahmen des Point-IV-Programms einen Vertrag mit dem Iran, mit dem das von Millspaugh vorgeschlagene Entwicklungsprogramm für den Iran zumindest teilweise umgesetzt wurde.

## Werk
- The American task in Persia, New York, Arno Press, 1925.
- Americans in Persia, Washington, D.C., The Brookings Institution, 1946.
- Crime control by the national government, Washington, D.C., The Brookings Institution, 1937.
- Democracy, efficiency, stability; an appraisal of American government, Washington, D.C., The Brookings Institution, 1942.
- Haiti under American control, 1915–1930, Boston, Mass., World peace foundation. 1931.
- Local democracy and crime control, Washington, D.C., The Brookings Institution, 1936.
- Party organization and machinery in Michigan since 1890, Baltimore, The Johns Hopkins Press, 1917.
- Peace plans and American choices; the pros and cons of world order, Washington, D.C., The Brookings institution, 1942.
- Public welfare organization, The Brookings institution, 1935.
- Toward efficient democracy; the question of governmental organization, Washington, D.C., Brookings Institution, 1949.